# Hyundai Reina
Hyundai Reina – samochód osobowy klasy subkompaktowej produkowany pod południowokoreańską marką Hyundai w latach 2017 – 2021.

## Historia i opis modelu

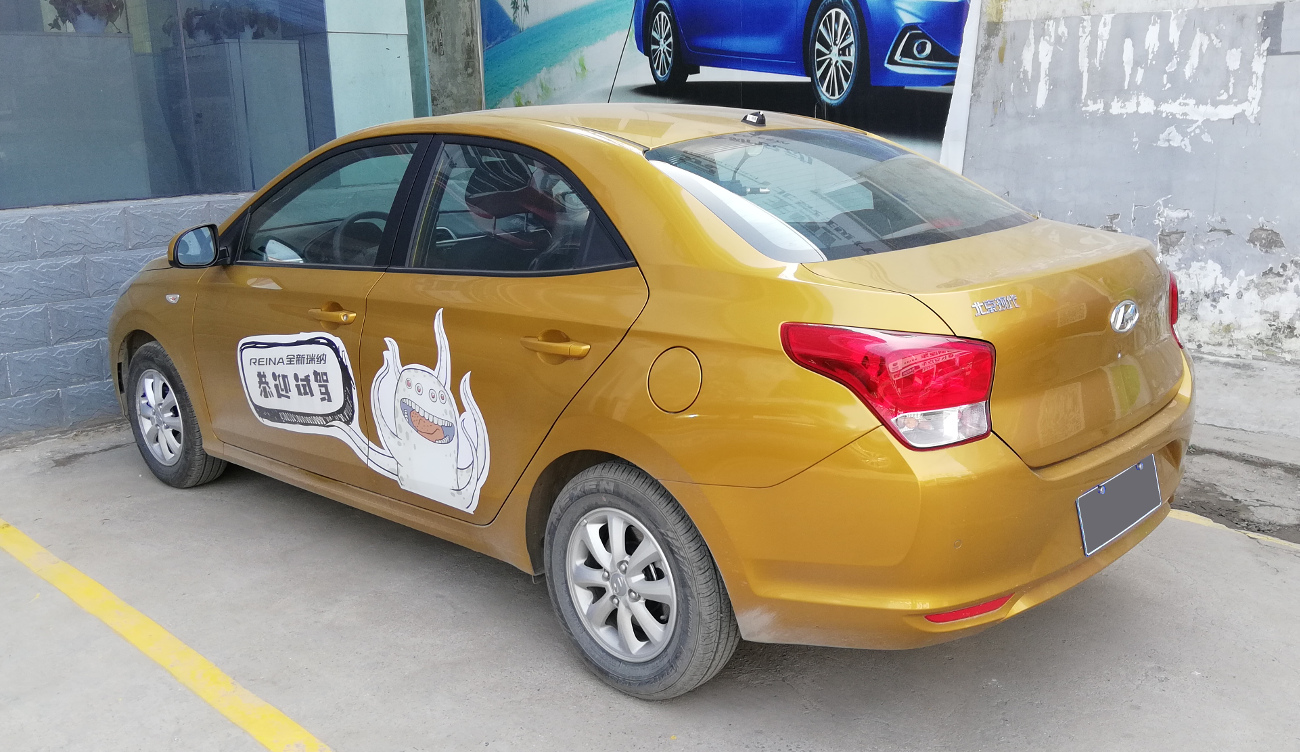
Hyundai Reina - tył

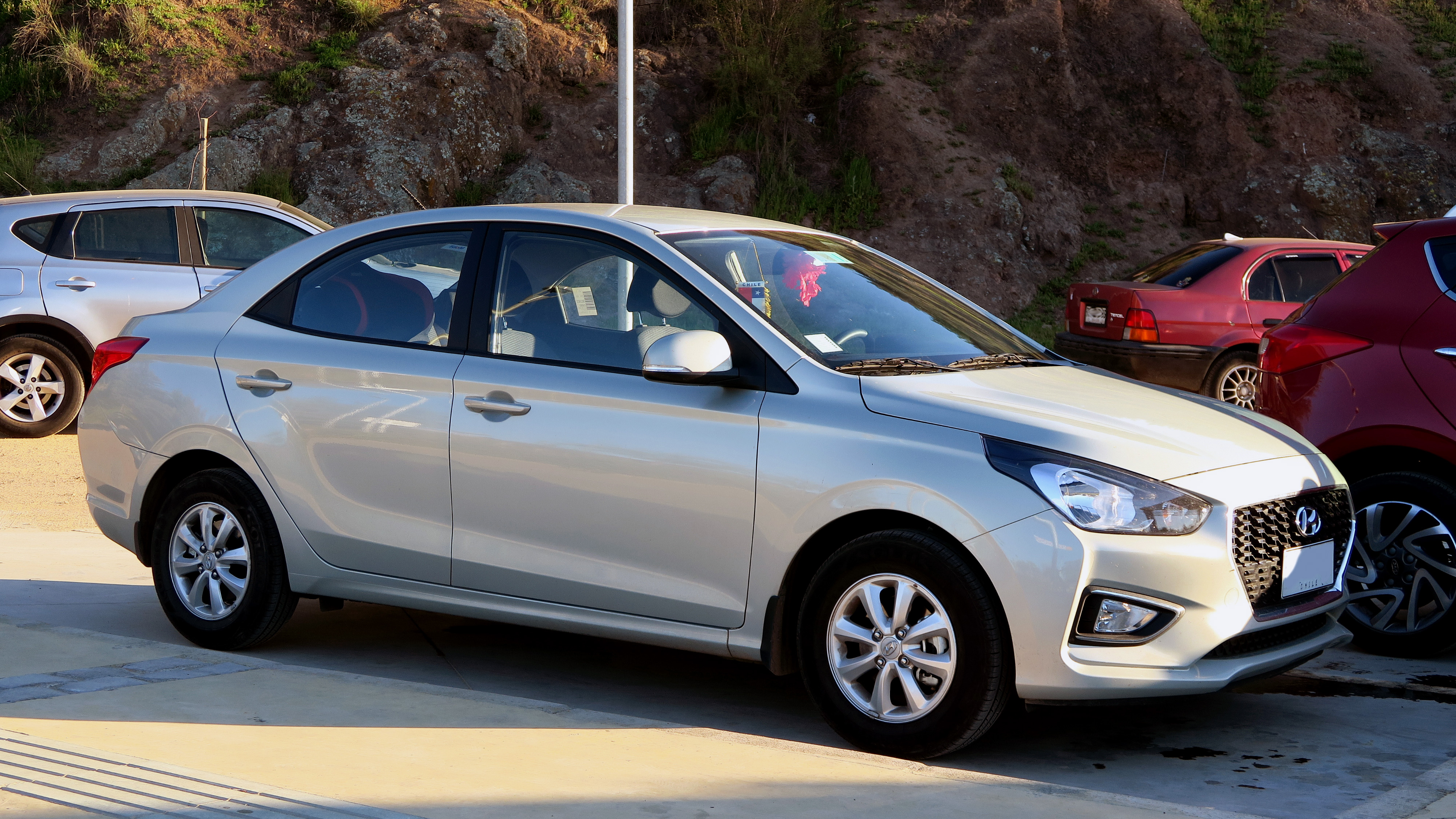
chilijski Hyundai Verna

Latem 2017 roku chiński oddział Hyundaia w postaci joint-venture Beijing-Hyundai zaprezentowało kolejnego sedana zbudowanego z myślą o lokalnym rynku. 
Po większych modelach Mistra i Celesta, Hyundai Reina uplasował się w chińskim portfolio producenta jako najmniejszy i najtańszy trójbryłowy model, stanowiący przystępniejszą alternatywę dla technicznie powiązanej Verny.
Pod kątem stylistycznym samochód utrzymano w stylizacji tożsamej z innymi modelami w ofercie, realizując koncepcję Fluidic Sculpture 2.0. Reina charakteryzuje się nisko osadzonym trapezoidalnym wlotem powietrza i agresywnie ukształtowanymi, strzelistymi reflektorami.

### Sprzedaż
Początkowo, poczynając od września 2017 roku Hyundai Reina był produkowany w Chinach wyłącznie z przeznaczeniem na wewnętrzny rynek. W pierwszej połowie 2019 roku Hyundai zdecydował się rozpocząć eksport także na Filipiny, z kolei pod koniec tego samego roku pod nazwą Hyundai Verna eksport z Chin objął także Kostarykę, Chile i Peru, trwając zaledwie kolejne 2 lata z powodu końca produkcji.

### Silnik
- L4 1.4l Kappa 2 MPi